# Marc Angel (politico)
Marc Angel (Lussemburgo, 12 marzo 1963) è un politico lussemburghese.
È stato vicepresidente del Parlamento europeo dal gennaio 2023 al luglio 2024 e poi questore. È iscritto al Partito Operaio Socialista Lussemburghese e fa parte del gruppo dei Socialisti e Democratici.

## Carriera
Angel inizia la sua carriera politica nel Consiglio Comunale di Lussemburgo di cui fa parte dal 1994 al 2020. Nel 2004 viene eletto anche alla Camera dei deputati, dove nel 2013 diviene anche Presidente della Commissione Affari esteri ed europei, sviluppo internazionale, immigrazione ed asilo. Da parlamentare nazionale diviene anche tesoriere dell'Assemblea parlamentare della NATO e capodelegazione lussemburghese alla Conferenza degli organi specializzati in affari comunitari e al Parlamento del Benelux.
Primo dei non eletti alle elezioni europee del maggio 2019 nelle liste del Partito Operaio Socialista Lussemburghese, subentra nel mese di dicembre a Nicolas Schmit, nominato commissario europeo entrando quindi nel Parlamento europeo e dimettendosi da quello nazionale. Da europarlamentare è capodelegazione lussemburghese nel gruppo S&D, membro delle commissioni per l'occupazione e gli affari sociali (dal 2019) e per le petizioni dal 2020 e copresidente dell'interguppo per i diritti LGBT. A gennaio 2023 viene eletto vicepresidente del Parlamento europeo, sostituendo Eva Kaili.